# Giochi mondiali 1981
I Giochi mondiali 1981, prima edizione della competizione, si tennero a Santa Clara, negli Stati Uniti, dal 25 luglio al 3 agosto 1981. Vi parteciparono 1.265 atleti che gareggiarono in 18 discipline.

## Risultati

### Badminton
| Evento                       | Oro                  | Argento      | Bronzo                        |
| Uomini                       |                      |              |                               |
| Singolo maschile (dettagli)  | Chen Changjie        | Morten Frost | Praka Padukone Liem Swie King |
| Doppio maschile (dettagli)   | Cina                 | Svezia       | Regno Unito Indonesia         |
| Donne                        |                      |              |                               |
| Singolo femminile (dettagli) | Zhang Ailing         | Sun Ai-Hwang | Lene Køppen Fumiko Tohkairin  |
| Doppio femminile (dettagli)  | Cina                 | Regno Unito  | Giappone Corea del Sud        |
| Misto                        |                      |              |                               |
| Doppio misto (dettagli)      | Regno Unito - Svezia | Regno Unito  | Danimarca Indonesia           |

### Baseball
| Evento   | Oro         | Argento       | Bronzo    |
| Baseball | Stati Uniti | Corea del Sud | Australia |

### Bodybuilding
Furono assegnati 6 titoli (4 maschile e 2 femminili)
1. fino a 65 kg - Uomini
2. fino a 70 kg - Uomini
3. fino a 80 kg - Uomini
4. oltre 80 kg - Uomini
5. fino a 52 kg - Donne
6. oltre 52 kg - Donne

### Bowling
Furono assegnati 3 titoli (1 maschile, 1 femminile ed uno di doppio).
1. A coppie
2. Generale - Uomini
3. Generale - Donne

### Casting
Ai Giochi mondiali 1981 furono assegnati ben 24 titoli nel surfcasting (anche se 14 di essi, qui evidenziati su sfondo rosa, non furono conteggiati nel medagliere), fatto che non si ripeté nelle edizioni successive. Dapprima i titoli furono dimezzati poi, da Akita 2001 portati a soli 6 titoli, quindi nel 2009 il Casting sparì dal programma dei Giochi mondiali.
| Evento                            | Oro               | Argento            | Bronzo             |
| Uomini                            |                   |                    |                    |
| Generale (skish + distanza mosca) | Steve Rajeff      | Tim Rajeff         | Øyvind Førland     |
| Skish mosca                       | Harald Mæhle      | Chris Korich       | Erwin Meindl       |
| Distanza mosca ad una mano        | Steve Rajeff      | Martin Hayes       | Øyvind Førland     |
| Distanza mosca a due mani         | Steve Rajeff      | Chris Korich       | Øyvind Førland     |
| Precisione peso (prova Arenberg)  | Guido Vinck       | Harald Mæhle       | Steve Rajeff       |
| Skish peso                        | Øyvind Førland    | Tom Martens        | Helmut Hockwartner |
| Distanza peso ad una mano         | Ernst Rohatsch    | Markus Kläusler    | Steve Rajeff       |
| Distanza peso a due mani          | Chris Korich      | Helmut Hockwartner | Kevin Carriero     |
| Multiplier Accuracy Skish         | Øyvind Førland    | Chris Korich       | Zack Wilson        |
| Distanza multipla ad una mano     | Steve Rajeff      | Chris Korich       | Zack Wilson        |
| Distanza multipla a due mani      | Chris Korich      | Bruce Walker       | Keith Pryor        |
| Generale (prove 1 + 5)            | Steve Rajeff      | Øyvind Førland     | Harald Mæhle       |
| Generale (prove 6 + 8)            | Chris Korich      | Steve Rajeff       | Peter Hässig       |
| Generale (prove 1 + 8)            | Steve Rajeff      | Chris Korich       | Tim Rajeff         |
| Generale (prove 9 + 11)           | Chris Korich      | Steve Rajeff       | Guido Vinck        |
| Generale (prove 1 + 11)           | Steve Rajeff      | Chris Korich       | Tim Rajeff         |
| Donne                             |                   |                    |                    |
| Generale (skish + distanza mosca) | Denise Maxwell    | Brenda McSporran   | Lineke van Brakel  |
| Skish mosca                       | Brenda McSporran  | Yvonne Kruyer      | Cecilia Ray        |
| Precisione peso (prova Arenberg)  | Brenda McSporran  | Nancy Beck         | Lu Ann Roberts     |
| Skish peso                        | Lineke van Brakel | Lu Ann Roberts     | Brenda McSporran   |
| Distanza peso ad una mano         | Yvonne Kruyer     | Brenda McSporran   | Cecilia Ray        |
| Precisione multipla skish         | Brenda McSporran  | Lu Ann Roberts     | Nancy Beck         |
| Distanza multipla a due mani      | Cecilia Ray       | Lineke van Brakel  | Brenda McSporran   |
| Generale (prove 1 + 5)            | Brenda McSporran  | Yvonne Kruyer      | Lineke van Brakel  |

### Hockey su pista
| Evento          | Oro        | Argento     | Bronzo    |
| Hockey su pista | Portogallo | Stati Uniti | Argentina |

### Karate
Furono assegnati 9 titoli (8 maschili e 1 femminile).
1. Kata - Uomini
2. Kumite 60 kg - Uomini
3. Kumite 65 kg - Uomini
4. Kumite 70 kg - Uomini
5. Kumite 75 kg - Uomini
6. Kumite 80 kg - Uomini
7. Kumite oltre 80 kg - Uomini
8. Kumite open - Uomini
9. Kata - Donne

### Nuoto pinnato
Furono assegnati 12 titoli (6 maschili ed altrettanti femminili).
1. 100 m - Uomini
2. 200 m - Uomini
3. 400 m - Uomini
4. 1500 m - Uomini (gara che non fa più parte del programma dei Giochi dal 1989)
5. 100 m in immersione - Uomini (gara che non fa più parte del programma dei Giochi dal 1989)
6. 50 m in apnea - Uomini
7. 100 m - Donne
8. 200 m - Donne
9. 400 m - Donne
10. 50 m in apnea - Donne
11. 8000 m - Donne (gara che non fa più parte del programma dei Giochi dal 1989)
12. 100 m in immersione - Donne (gara che non fa più parte del programma dei Giochi dal 1989)

### Pattinaggio artistico a rotelle
Furono aasegnati 4 titoli (uno maschile, uno femminile e due di coppia).
1. Individuale - Uomini
2. Individuale - Donne
3. Di coppia
4. Danza

### Pattinaggio di velocità in-line
Furono aasegnati 6 titoli (3 maschili ed altrettanti femminili).
1. 10.000 m - Uomini
2. 20.000 m - Uomini (titolo che non fa più parte del programma dei Giochi dal 2005)
3. Maratona - Uomini (unica edizione in cui si disputò questa gara)
4. 5.000 m - Donne
5. 10.000 m - Donne
6. Mezza maratona - Donne (unica edizione in cui si disputò questa gara)

### Sci nautico
Furono assegnati 8 titoli (4 maschili ed altrettanti femminili).
1. Tre eventi- Uomini
2. Slalom- Uomini
3. Figure- Uomini
4. Salto- Uomini
5. Tre eventi- Donne
6. Slalom- Donne
7. Figure- Donne
8. Salto- Donne

### Softball
| Evento             | Oro           | Argento        | Bronzo  |
| Uomini             |               |                |         |
| Softball maschile  | Stati Uniti I | Stati Uniti II | Canada  |
| Donne              |               |                |         |
| Softball femminile | Stati Uniti   | Canada         | Bahamas |

### Taekwondo
Furono assegnati 10 titoli, tutti maschili.
Tranne la categoria Light, le altre nove furono modificate nelle tre edizioni successive dei giochi, l'ultima delle quali fu nel 1993 allorché il taekwondo abbandonò il programma dei giochi per entrare in quello dei Giochi olimpici estivi.
| Evento       | Oro             | Argento        | Bronzo                       |
| Fin          | Kwon Ki-Moon    | Lee Dae-Sung   | Aldo Codazzo Reinhard Langer |
| Fly          | Yang Ki-Mo      | Banito         | Celada Domenico Maglionico   |
| Bantam       | Chung Bum-Soo   | Aguilar        | Geremia Di Costanzo Langlois |
| Feather      | Lee Jun-Kul     | Garcia         | Juan Raffaele Marchionne     |
| Light        | Kim Yung-Kuk    | Qahhaar        | Sowleymane Luigi D'Oriano    |
| Welter       | Kim Yung-Kuk    | R. Paul        | Rhijs Hernande               |
| Light-Middle | Oh Il-Nam       | Kim Chul-Hoe   | Gartner Patrice Remarck      |
| Middle       | Lee Dong-Jun    | Long           | Luigi Signore Scheffler      |
| Light-Heavy  | Jung Chan       | Yao            | Roth Sun                     |
| Heavy        | Darrell Henegan | Park Chong-Man | Esquivel Prijs               |

### Trampolino
Furono assegnati sette titoli (quattro maschile e tre femminili).
| Evento           | Oro                     | Argento                          | Bronzo                    |
| Uomini           |                         |                                  |                           |
| Individuale      | Yves Milord             | Steve Elliot                     | Rand Wilson               |
| Mini individuale | Brett Brown             | Carl Heger                       | Tim Cleave                |
| Tumbling         | Steve Elliot            | Randy Wickstrom                  | Steve Cooper              |
| Sincronizzato    | Carl Heger Steve Elliot | Paul Rugheimer Carlos Villarreal | Brett Brown Alan Gouthier |
| Donne            |                         |                                  |                           |
| Individuale      | Bethany Fairchild       | Barbara Letho                    | Christine Tough           |
| Mini individuale | Christine Tough         | Bethany Fairchild                | Norma Letho               |
| Tumbling         | Angie Whiting           | Kristi Laman                     | Stacey Hansen             |

### Tiro alla fune
| Evento | Oro         | Argento     | Bronzo      |
| Uomini |             |             |             |
| 640 kg | Regno Unito | Svizzera    | Paesi Bassi |
| Donne  |             |             |             |
| 720 kg | Svizzera    | Paesi Bassi | Regno Unito |

## Medagliere
| #      | Nazione        | Oro | Argento | Bronzo | Totale |
| ------ | -------------- | --- | ------- | ------ | ------ |
| 1      | Stati Uniti    | 27  | 26      | 23     | 76     |
| 2      | Corea del Sud  | 9   | 3       | 1      | 13     |
| 3      | Italia         | 7   | 11      | 16     | 34     |
| 4      | Francia        | 7   | 6       | 6      | 19     |
| 5      | Canada         | 4   | 5       | 6      | 15     |
| 6      | Giappone       | 4   | 4       | 5      | 13     |
| 7      | Regno Unito    | 4   | 4       | 3      | 11     |
| 8      | Germania Ovest | 4   | 1       | 5      | 10     |
| 9      | Norvegia       | 4   | 1       | 3      | 8      |
| 10     | Cina           | 4   | 0       | 0      | 4      |
| 11     | Paesi Bassi    | 2   | 3       | 4      | 9      |
| 12     | Belgio         | 2   | 0       | 4      | 6      |
| 13     | Venezuela      | 2   | 0       | 0      | 2      |
| 13     | Australia      | 1   | 4       | 5      | 10     |
| 14     | Svezia         | 1   | 4       | 3      | 8      |
| 15     | Austria        | 1   | 2       | 3      | 6      |
| 16     | Svizzera       | 1   | 2       | 1      | 4      |
| 17     | Finlandia      | 1   | 2       | 0      | 3      |
| 18     | Finlandia      | 1   | 1       | 1      | 3      |
| 19     | Nuova Zelanda  | 1   | 0       | 0      | 1      |
| 19     | Portogallo     | 1   | 0       | 0      | 1      |
| 20     | Spagna         | 0   | 2       | 3      | 5      |
| 21     | Argentina      | 0   | 1       | 2      | 3      |
| 22     | Danimarca      | 0   | 1       | 2      | 3      |
| 22     | Costa d'Avorio | 0   | 1       | 2      | 3      |
| 24     | Egitto         | 0   | 1       | 1      | 2      |
| 25     | Thailandia     | 0   | 1       | 0      | 1      |
| 26     | Indonesia      | 0   | 0       | 3      | 4      |
| 27     | Messico        | 0   | 0       | 2      | 2      |
| 28     | Bahamas        | 0   | 0       | 1      | 1      |
| 28     | India          | 0   | 0       | 1      | 1      |
| 28     | Taiwan         | 0   | 0       | 1      | 1      |
| Totale | Totale         | 88  | 86      | 106    | 280    |